# Новопокровка (Узункольський район)
Новопокро́вка (каз. Новопокров) — село у складі Узункольського району Костанайської області Казахстану. Адміністративний центр Новопокровського сільського округу.
Населення — 688 осіб (2021; 1230 у 2009, 1277 у 1999, 1577 у 1989).